# Jamesonia osteniana
Jamesonia osteniana är en kantbräkenväxtart som först beskrevs av Dutra, och fick sitt nu gällande namn av Gastony. Jamesonia osteniana ingår i släktet Jamesonia och familjen Pteridaceae. Inga underarter finns listade.